# Before and After (Neil Young)
Before and After è il 45° album in studio del cantautore canadese-statunitense Neil Young, pubblicato nel 2023.

## Tracce
Testi e musiche di Neil Young.
1. I'm the Ocean – 6:44
2. Homefires – 2:04
3. Burned – 2:06
4. On the Way Home – 3:14
5. If You Got Love – 3:32
6. A Dream That Can Last – 4:32
7. Birds – 2:47
8. My Heart – 3:01
9. When I Hold You in My Arms – 5:23
10. Mother Earth – 3:43
11. Mr. Soul – 3:42
12. Comes a Time – 3:20
13. Don't Forget Love – 3:41